# Trichillum pseudoarrowi
Trichillum pseudoarrowi là một loài bọ cánh cứng trong họ Bọ hung (Scarabaeidae).